# Шабри
Шабри (фр. Chabris) насеље је и општина у централној Француској у региону Центар (регион), у департману Ендр која припада префектури Исуден.
По подацима из 2011. године у општини је живело 2788 становника, а густина насељености је износила 67,64 становника/km². Општина се простире на површини од 41,22 km². Налази се на средњој надморској висини од 80 метара (максималној 134 m, а минималној 72 m).

## Демографија
| 1962. | 1968. | 1975. | 1982. | 1990. | 1999. | 2011. |
| ----- | ----- | ----- | ----- | ----- | ----- | ----- |
| 2.391 | 2.493 | 2.493 | 2.589 | 2.672 | 2.652 | 2.788 |

График промене броја становника у току последњих година